# Centre del Carme

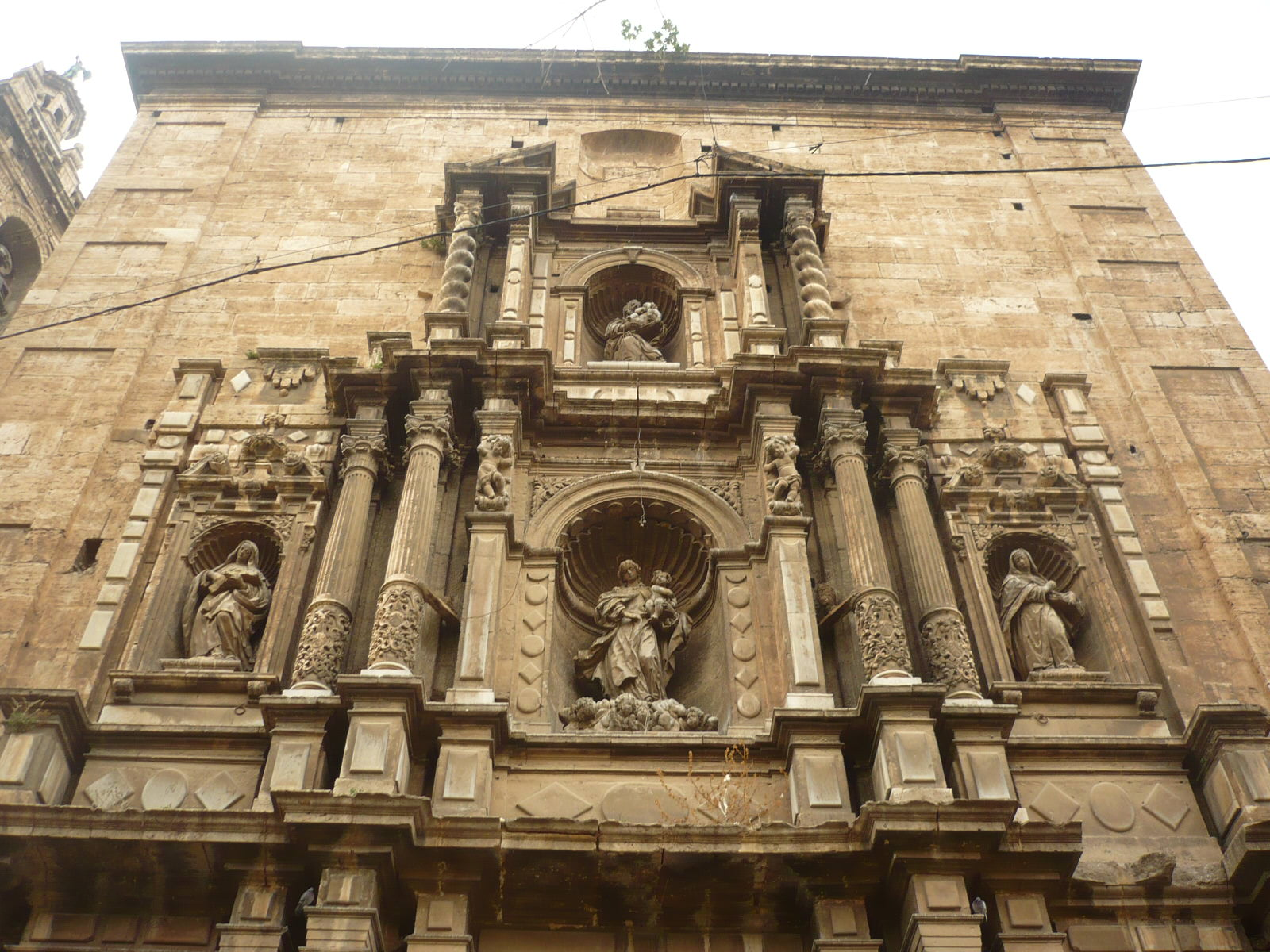
Fachada de la iglesia desde la plaza del Carmen

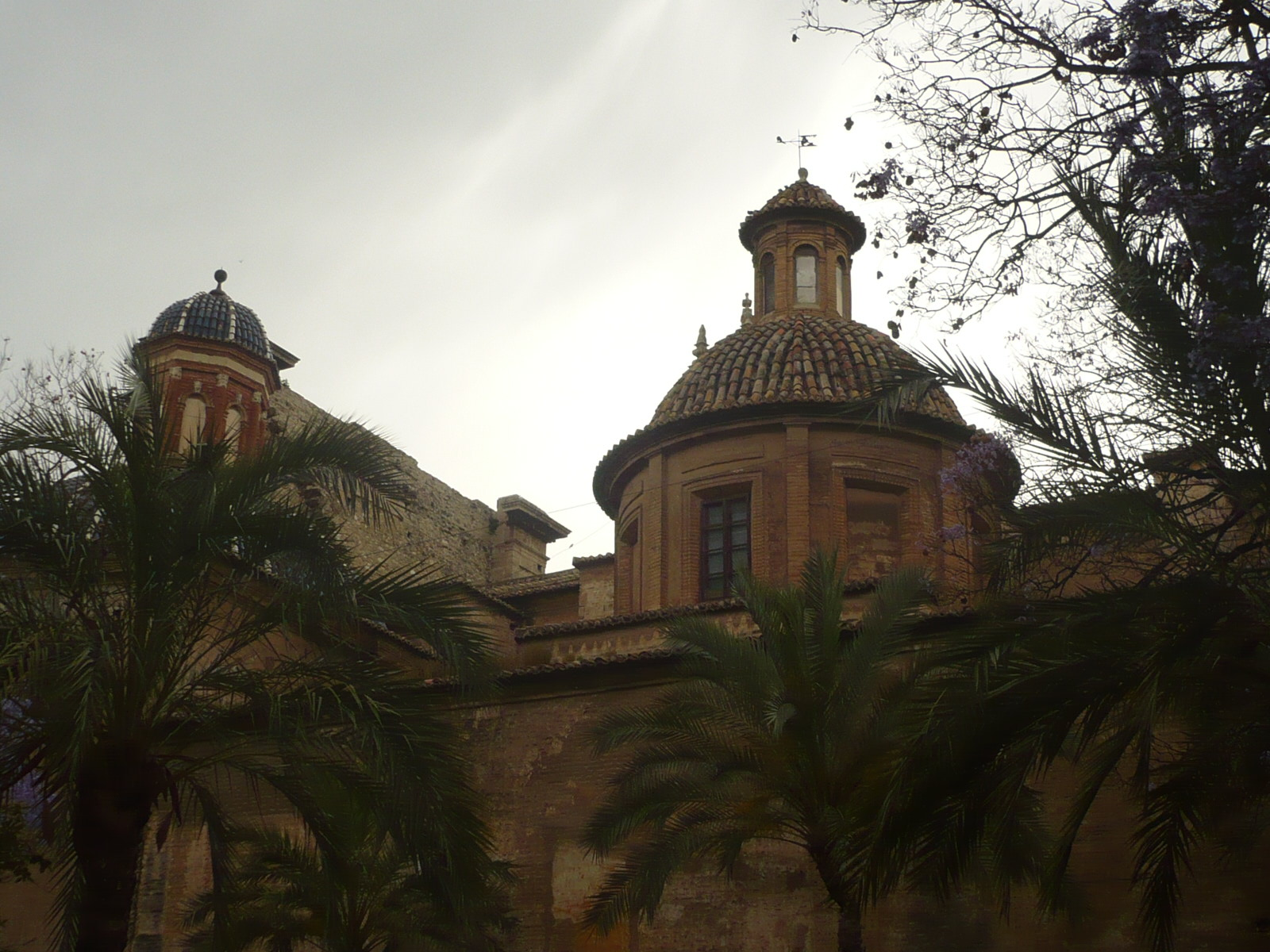
Vista de la iglesia desde el jardín lateral

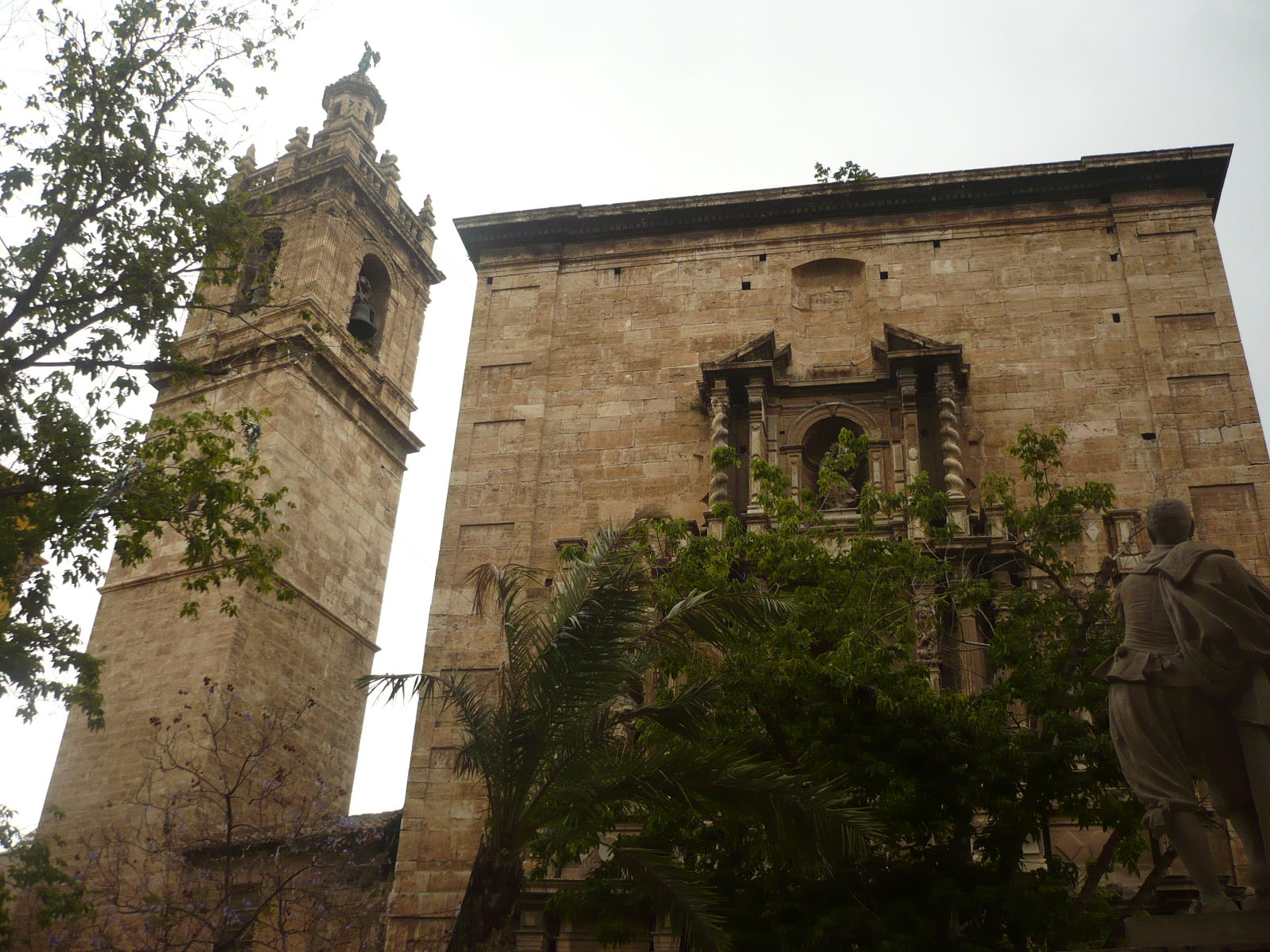
Torre de la iglesia desde la plaza del Carmen

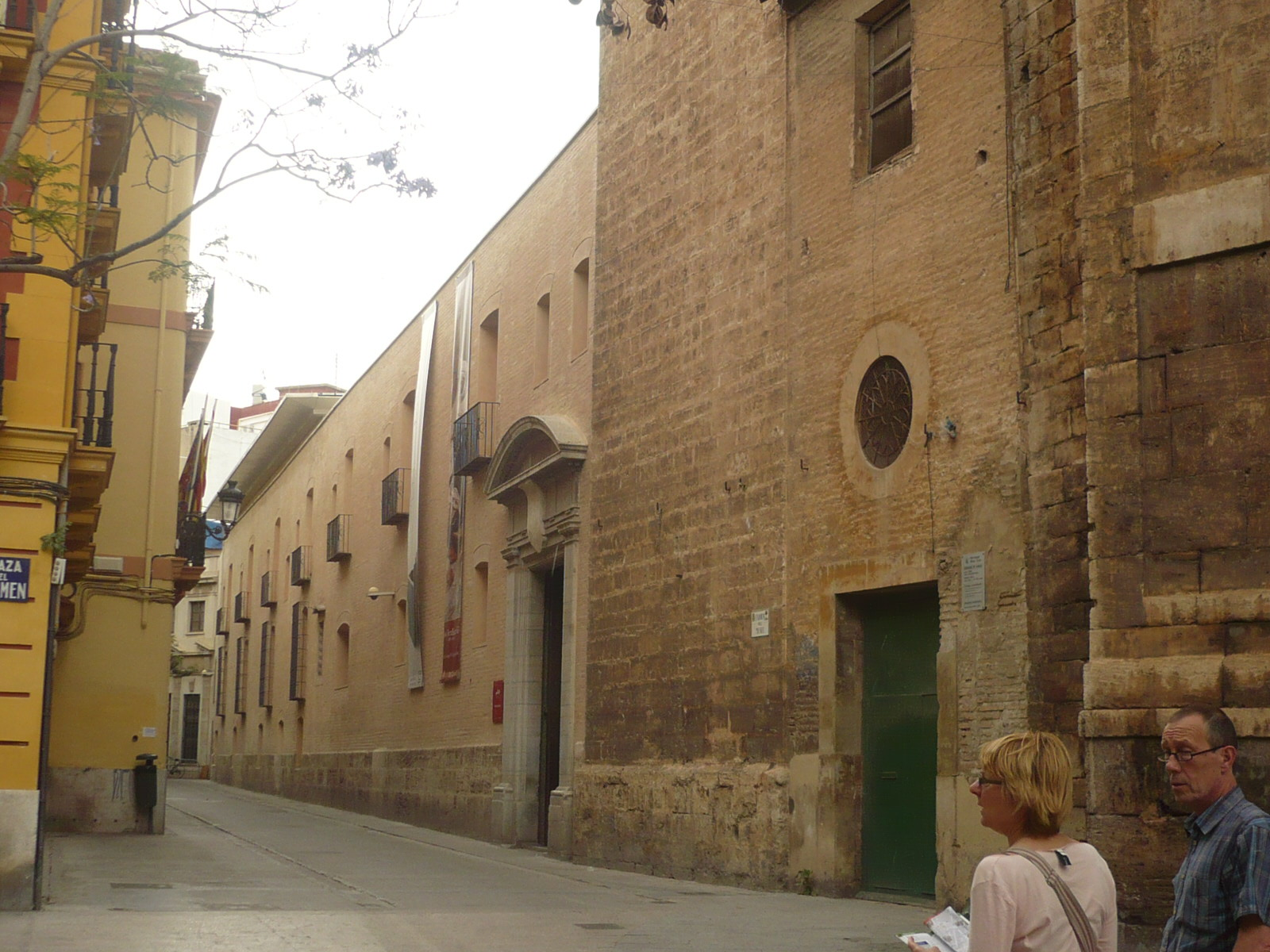
Vista del convento y la Iglesia desde la plaza del Carmen

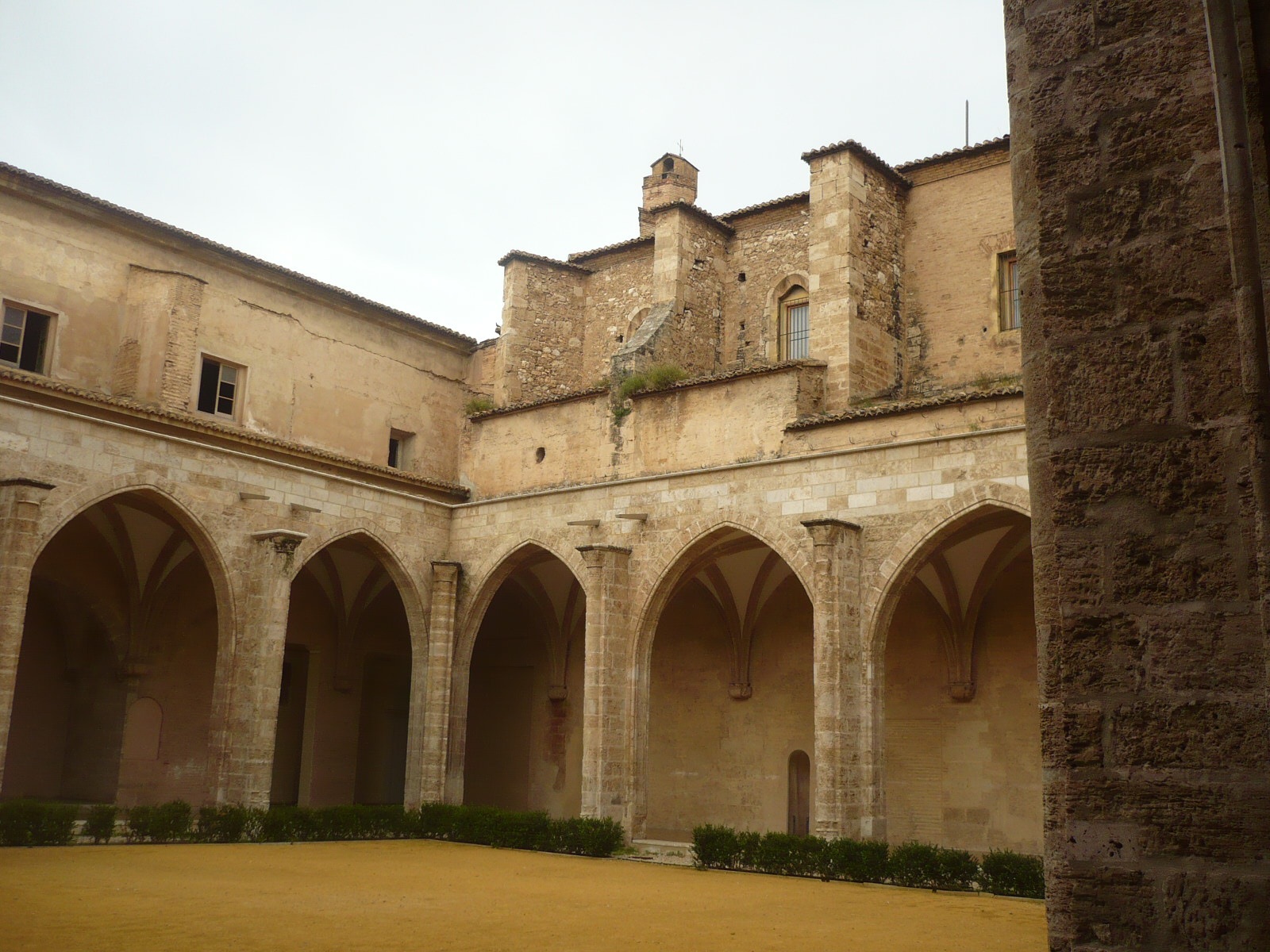
Claustro gótico

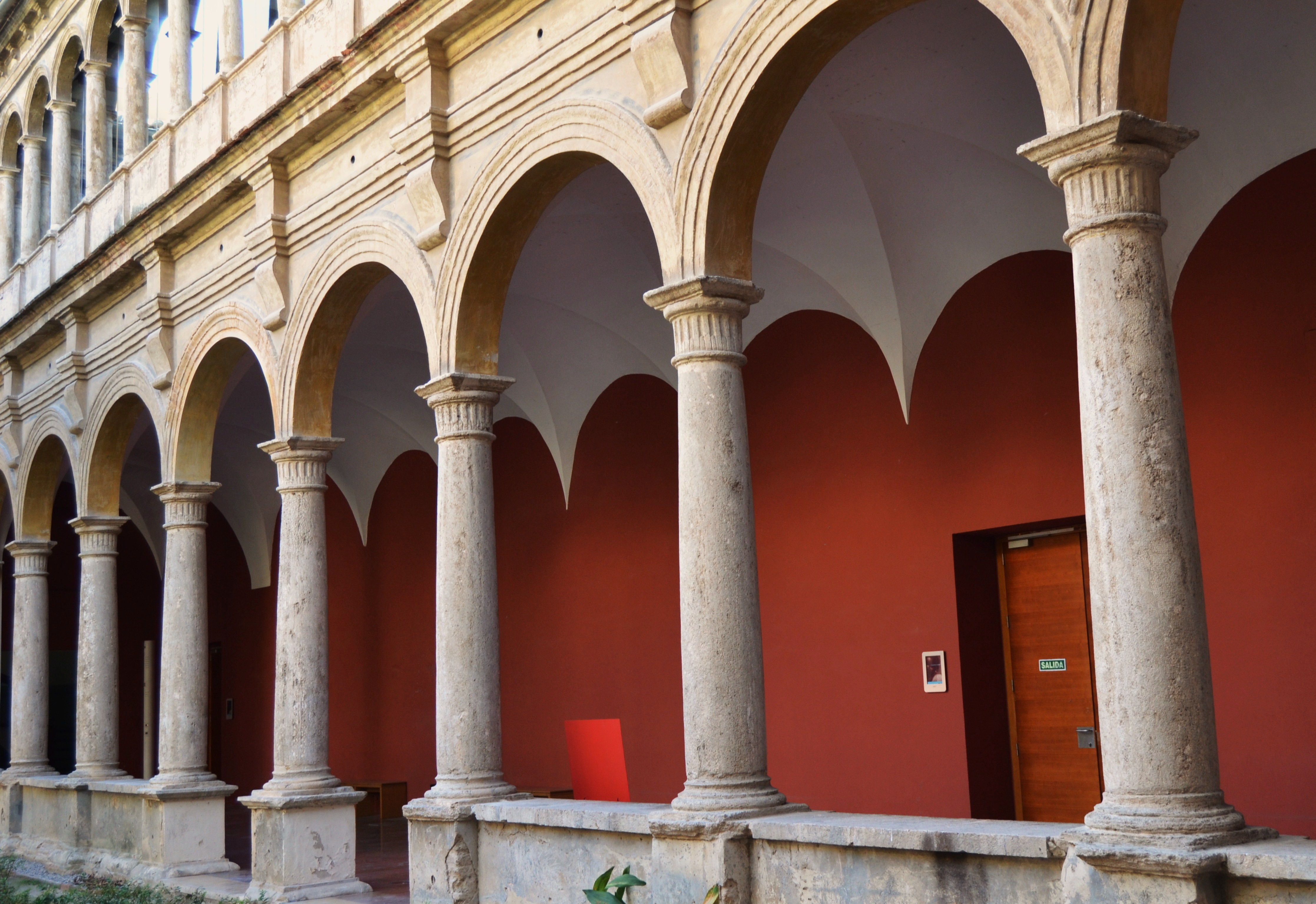
Claustro renacentista

El Centre del Carme Cultura Contemporània (CCCC), antiguo convento rehabilitado para uso cultural, es la sede del Consorcio de Museos de la Comunidad Valenciana. El Centro emprendió en 2017 una nueva etapa con el nombre de Centre del Carme Cultura Contemporània (sigla CCCC) con el objetivo de acoger un amplio espectro del arte actual (artes plásticas, danza experimental, microteatro, performance, cine, música, arte sonoro, diseño, edición), sin olvidar otras ramas del pensamiento como sociología, arquitectura, economía, derecho, urbanismo o medicina. Situado en la calle Museo de la ciudad de Valencia (España), el conjunto monumental de este antiguo convento ilustra desde su complejidad cronológica y diversidad de estilos artísticos, importantes etapas de la historia de la arquitectura en Valencia.
El edificio está compuesto por varios núcleos como la capilla medieval, el claustro gótico valenciano, el claustro renacentista y la iglesia nueva, hoy parroquia de Santa Cruz, esta última con elementos tardogóticos y renacentistas, capilla de Comunión, fachada y campanario barroco, además de valiosos exponentes neoclásicos como la capilla de la Tercera Orden. Antes de la exclaustración en el siglo XIX formaba conjunto con la actual Iglesia de la Santa Cruz.

## Historia del edificio
Los más antiguos datos cronológicos de este convento, nos vienen a decir que la Orden del Carmen se estableció en Valencia en 1280 y un año después el rey Pedro III de Aragón, concedía facultad a los padres carmelitas para erigir su primer monasterio en la ciudad.

### Iglesia, claustro y capillas

#### Primeras construcciones
La construcción de la capilla de la Virgen de la Vida debió ser contemporánea a la creación del claustro gótico, que junto con la cabecera de la nueva iglesia constituyen una nueva e importante etapa constructiva del convento que alcanzaría al siglo XV, y que se interrumpiría una vez comenzada la nueva iglesia. Este claustro es de planta cuadrada con cuatro arcos apuntados por panda y galerías con bóvedas de crucería simple cuyos nervios apean en ménsulas talladas con motivos heráldicos con figuras. También destacan en él los florones esculpidos en las claves de sus crujías.

#### Iglesia nueva
En cuanto a la nueva iglesia se observa, a pesar de aditamentos posteriores, que comenzó su construcción en estilo gótico, proyectándose de una sola nave con capillas entre contrafuertes, según el esquema más frecuente en la arquitectura valenciana del momento. 
Esta obra quedaría interrumpida cuando tan solo se había construido la capilla mayor, de testera poligonal de tres lados, y un tramo de la nave con sus correspondientes capillas laterales, separado todo más tarde del resto mediante un arco toral. Las capillas inmediatas del siguiente tramo quedarían tan sólo planteadas.

#### Segundo claustro
Tras la interrupción del templo, y siguiendo un orden cronológico en la construcción del edificio, a mediados del siglo XVI debió planearse la obra del segundo claustro, en la parte oeste del convento, conocido con el nombre de "claustro del Renacimiento" por ser este su estilo característico. 
De amplios lados y planta cuadrada, aunque ligeramente irregular, se compone de dos cuerpos: el inferior con ocho arcos sobre columnas en cada panda y el superior con dieciséis arquillos de menor tamaño. Desprovisto de toda decoración escultórica, presenta como único elemento decorativo un severo entablamento con resaltos que apean en sencillas rótulas a modo de ménsulas entre las enjutas de las arcadas inferiores.

#### La nave
La obra de la nave del templo, también recurrió a soluciones bien modernas. La obra consistió, por una parte, en envolver el exterior de la cabecera poligonal gótica, anexionando los espacios que mediaban entre los contrafuertes, para incorporar en ellos el trasagrario y salas contiguas, de la misma forma que se había hecho en otras iglesias valencianas, como la Iglesia de los Santos Juanes o la de San Martín. Se completó añadiéndole siete tramos más, con sus capillas laterales, si bien los dos últimos tramos de los pies se unificaron para servir de embocadura a dos grandes arcadas por lado.
En alzado también supone novedad la continuación de la nave con un nuevo criterio que, prescindiendo del plan inicial gótico de la cabecera, articularía las nuevas capillas con esbeltos arcos de medio punto separados por pilastras. Para conseguir un efecto unitario entre la nueva obra y la parte gótica antigua, se recurrió, en fecha imprecisa, a un revestimiento de pilastras con capiteles corintios y al disimulo del perfil apuntado de las arcadas góticas. Para acceder al trasagrario y sin duda para coadyuvar la renovación estilística se labraron a los lados del retablo mayor dos portadas.

#### Fachada
La fachada de la iglesia, labrada sobre un gran muro adosado a los pies del templo, como si de un gran retablo se tratara, habla de la evolución de un esquema que con más acusados ingredientes renacentistas se había planteado en San Miguel de los Reyes. Consta de tres cuerpos superpuestos en forma decreciente. 
En el año 1778 se dotó a la fachada del convento de una portada neoclásica para comunicar el claustro gótico con la calle, haciéndose constar en su dintel la fecha de construcción. Compuesta de dos pilastras con pedestal, entablamento dórico y frontón curvo de gran vuelo, esta portada destaca por la elegancia de sus líneas, contrastando con el sencillo muro de la fachada.

### La torre
A la izquierda de la fachada se alza la torre campanario, comunicada con el templo a través de un paso de planta trapezoidal que formó la antigua capilla de San Elías.

### Otros elementos
Destacable es la capilla de Comunión, que de forma anexa se construyó paralelamente a la nave en fecha bien temprana.
Hay que destacar en el conjunto conventual del Carmen la escalera principal del convento, situada en la crujía que une los dos claustros, cubierta con cúpula de media naranja. La escalera es de cuatro tiros y en lo alto de ella destaca una portada interior de diseño tardomanierista, de hacia 1650, compuesta por fustes acanalados que rematan en mútilos denticulados, entablamento dórico, frontón partido con edículo central y remates apiramidados a los lados.
La huella más importante que la sensibilidad neoclásica dejó en el conjunto del Carmen la encontramos en la capilla de la Tercera Orden que fue construida de nueva planta, junto a la entrada de la iglesia conventual, ocupando el área de otra capilla anterior, de la misma advocación, que se derribó para construir ésta desde sus cimientos.

## Usos
En la primera mitad del siglo XIX fue desamortizado y la edificación albergó desde entonces diversas instituciones civiles: el Museo del Carmen; fue cedido en 1838, como sede de la Real Academia de Bellas Artes de San Carlos; el Museo de Bellas Artes de Valencia; sirvió como almacén del Tesoro Artístico del Patrimonio Nacional durante la Guerra Civil (llegando a custodiar piezas del Museo del Prado para evitar los bombardeos de Madrid); subsede del Instituto Valenciano de Arte Moderno y el Museo del siglo XIX.
Para su uso museístico se encargó en 1924 al arquitecto setabense Luis Ferreres Soler la ampliación, diseñando la conocida como "Sala Ferreres", un ala rectangular rodeada por otras salas menores. Tras su fallecimiento fue Javier Goerlich el encargado de enlazar la nueva sala y el edificio viejo con la conocida como "Sala Goerlich".
En 1942 se decidió dedicar la ubicación del convento a la Escuela de Bellas Artes trasladando el fondo museístico y la Real academia al antiguo Convento de San Pío V.
En 1983 el ex convento del Carmen fue declarado Bien de Interés Cultural.

## Polémicas
A principios del año 2019 se autorizó la instalación de un grafiti de más de mil metros cuadrados en el claustro renacentista del Centro del Carmen, que suscitó la controversia y las críticas de asociaciones culturales en defensa del patrimonio valenciano y de expertos en arte. En diciembre de 2021 fue rehabilitado. Finalmente, en junio de 2022, el juzgado de Instrucción número cinco de València condenó a una multa de 1.080 euros al director del Consorci de Museus de la Comunitat Valenciana, José Luis Pérez Pont, por un delito leve de daños imprudentes en el patrimonio, por aprobar la intervención con grafitis del dúo de artistas PichiAvo en las paredes del claustro renacentista.
En 2023, el director que había sido elegido por concurso público, fue despedido por motivos desconocidos por el nuevo gobierno de PP y Vox a pesar de los grandes resultados y reconocimiento obtenidos durante su gestión. En su lugar, se nombró a dedo a Bugueda, un trabajador del Consorcio de Museos que estuvo de baja entre 2018 y 2023, hasta 9 días antes de su nombramiento, lo que suscitó una gran polémica en la sociedad valenciana y a nivel estatal.

## Activismo
El museo apuesta por una cultura comprometida y activista. El Centro del Carmen establece una relación dialógica y de reflexión sobre las cuestiones que interesan socialmente. Por ejemplo, uno de los proyectos a destacar es el festival "VIHsibles", una iniciativa del Comité Antisida de València surgida de la Convocatoria ALTAVEU del Consorcio de Museos para proyectos comunitarios de innovación social. En este caso, lo cultural es el marco en el cual dar visibilidad a la salud sexual, a la diversidad y al VIH. Los creadores del festival sostienen que el objetivo del festival es “representar la salud sexual y el VIH desde una perspectiva preventiva, inclusiva y transformadora para las personas”. 
Este festival sigue la estela de otras iniciativas en la misma línea, como el ciclo de cine “VIHsible” de Zinegoak (Festival Internacional de Cine y Artes Escénicas gaylesbitrans de Bilbao) que se celebra conmemorando el 1 de diciembre, Día Mundial de Lucha Contra el Sida. En el mismo sentido se celebraba en diciembre la Mostra La Ploma, festival internacional de cine y cultura para la diversidad sexual, de género y familiar. Se trata de una colaboración con Lambda, colectivo LGBT+.
Hablando del activismo, el Centro del Carmen tiene como objetivo establecerse como un museo feminista. Una de sus exposiciones llamada “Jo també vaig ser piquetera” repasa los hitos de las manifestaciones del 8-M y denuncia las multas recibidas durante las huelgas de 2018 y 2019 al movimiento feminista. El centro de arte presenta también una muestra fotográfica sobre la mujer en el deporte y participa en el proyecto Hilando Vidas que ha intervenido ocho edificios de la ciudad para visibilizar a la mujer rural.